# 七沢清助
七沢 清助（ななさわ せいすけ、旧字体：七澤 淸助、1873年〈明治6年〉8月17日 - 1967年〈昭和42年〉2月28日）は、大正・昭和期に活動した日本の政治家、実業家である。長野県出身。旧姓は井口。
井口家から長野で菓子商「凮月堂」を営む七沢家に養子入り家業を継ぐ。長野市会議員（当選3回）や信濃電気支配人を務めたのち1934年（昭和9年）には第6代長野市長に選ばれた。晩年は長野信用金庫役員を長く務めた。

## 来歴

### 明治・大正期
七沢清助は、1873年（明治6年）8月、長野県人・井口常治郎の次男として生まれた。出身地は長野県更級郡原村（後の中津村、現・長野市）。長野中学校を経て上京し東京物理学校で学んだのち、長野県に戻り北佐久郡志賀小学校で教諭となった。
井口家から七沢家に入籍したのは七沢三右衛門の三女たかと結婚し養子となったことによる。養子入りは1894年（明治27年）。七沢家は長野の旧家で元は呉服商を家業としたが、養父三右衛門は当時長野にて「凮月堂」の屋号で洋菓子商を営んでいた。七沢家に入った清助は長野凮月堂を経営し、日清・日露戦争時には軍の御用商人として菓子を納め軍よりその功を称揚された。1910年（明治43年）、三右衛門の長男康太郎が家を継いだため、清助は分家手続きを採った。なお長野凮月堂の経営は以後も1930年（昭和5年）に内弟子へ店を譲るまで続けている。
1912年（明治45年）6月、長野市会議員選挙に立候補して当選し、市会議員となった。1916年（大正5年）6月の改選で再選されたのち、1920年（大正9年）6月三選を果たす。1924年（大正13年）6月の選挙には立候補しなかった。市議在任中の1922年（大正11年）、社長の越寿三郎に招かれて信濃電気株式会社の支配人に就任した。同社は1903年（明治36年）に上高井郡須坂町（現・須坂市）において設立された、北信・東信地方の有力電力会社である。1926年（大正15年）9月、信濃電気の兼営カーバイド事業を発展させる形で日本窒素肥料と共同出資により石灰窒素メーカー信越窒素肥料（現・信越化学工業）が設立されると、七沢も取締役の一員となった。

### 昭和期
1930年（昭和5年）、信濃電気・信越窒素肥料両社で社長を務める越寿三郎は、本業である製糸業の不振により両社から退きその後を長野電灯の小坂順造に託した。七沢も越の退陣を機に信濃電気から退職。信越窒素肥料取締役にはしばらく残留したが1933年（昭和8年）3月に退任している。その一方、1930年11月梓川電力の監査役に選出された。梓川電力は信濃電気と長野電灯が共同で設立していた梓川開発を目的とする発電会社である。
1934年（昭和9年）4月25日、長野市会で行われた市長選挙において1票差で現職丸山弁三郎を破り長野市長に選出された。就任は同年5月1日付で、第6代の市長である。なお直前に梓川電力監査役は辞任している。ところが就任直後に市長選挙をめぐる両陣営市会議員の贈収賄事件が発覚。さらに陸橋工事に関する区長・市会議員の贈賄や貴族院多額納税者議員補欠選挙をめぐる買収事件などが相次いで露呈した。こうした政界の混乱のため、七沢は7月12日、就任から2か月で市長辞任を余儀なくされた。
1940年（昭和15年）2月、長野市の金融機関である長野市庶民信用組合に迎えられ理事に就任した。1943年（昭和18年）11月には専務理事となり、組合長宮下友雄を補佐した。1951年（昭和26年）10月、組合は信用金庫法に基づく長野信用金庫へと改組する。七沢は引き続き長野信用金庫理事に在職したが、1953年（昭和28年）11月病気療養のため専務理事を辞し常勤の理事に下がった。ところが翌1954年（昭和29年）3月理事長宮下友雄が急死したため、同年4月10日、七沢が後任理事長に推された。
1961年（昭和36年）6月1日、長野信用金庫理事長から退き新設された会長職へと移る。1966年（昭和31年）にはさらに顧問へと退いた。1967年（昭和42年）2月28日、顧問在職のまま死去。93歳没。3月4日に長野市の寛慶寺で信用金庫葬が行われた。

## 栄典
- 1965年（昭和40年）11月3日 - 勲四等瑞宝章受章[20]（金融界・地方自治に対する功労による[5]）
- 1967年（昭和42年）2月28日 - 従五位追贈[21]（同上[5]）

## 七沢家

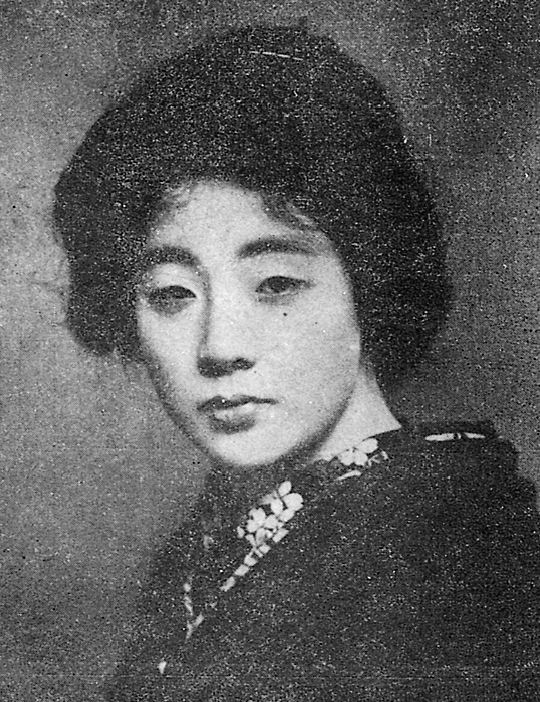
親族の松井須磨子

七沢清助の妻たか（1875年生）の父は七沢三右衛門という。三右衛門は東京両国で菓子店「凮月堂」を営む米津松造の弟子で、のれん分けにより長野で店（長野凮月堂）を構えていた。
三右衛門の長男は康太郎（1860年生、1910年の家督相続以前は「安太郎」を名乗る）といい、同じく米津松造の弟子となって東京の麻布板倉に店を持った。妻みね（小林藤太の次女）との間に生まれた長男英一郎（1896年生、清助の養甥にあたる）は1930年に家を継いで「康太郎」を襲名、父の凮月堂を継いだ。また娘のうち五女の幸子（1908年生）は博報堂創業者瀬木博尚の三男・博信に嫁いだ。
清助の養兄・康太郎の妻みねは9人きょうだいの2番目であるが、末の妹にあたる小林正子（1886 - 1919年）は松井須磨子の名で女優として活躍した。清助は晩年、親類にあたる須磨子をしのぶラジオ・テレビのローカル番組にたびたび出演して須磨子のことを語ったという。
清助の実子で三男の得三（1909年生）は信越化学工業に入社し、工場長を経て1964年取締役に挙げられた。